# Ашикпашазаде
Дервиш Ахмед (турски: Derviş Ahmed; 1400-1484), познатији под својим презименом Ашики или породичним именом Ашикпашазаде, био је османски историчар, истакнути представник ране османске историографије. Био је потомак (праунук) песника мистике дервиша Ашик-паше (1272-1333). 
Рођен је у региону Амасије и студирао је у разним анадолским градовима пре него што је отишао у Хаџ и боравио неко време у Египту. Касније је учествовао у разним османлијским биткама, као што су Косовска битка (1448), пад Цариграда и био је сведок обрезивања Мустафе и Бајазита II, синова Мехмеда Освајача, а касније у свом животу почео је да пише своје познато историјско дело Tevārīḫ-i Āl-i ʿOsmān.

## Дела
Његова главна дела позната су под два имена: Menâkıb-ı Âli-i Osman и Tevārīḫ-i Āl-i ʿOsmān. Радови се баве османском историјом од почетка османске државе до времена Мехмеда II. То је хронолошка историја Османског царства између 1298. и 1472. године. Дело је написано на османском турском и делимично је засновано на старијим османским изворима, а детаљније је писао о догађајима којима је лично присуствовао. Његов рад користили су каснији османски историчари.

## Критика
Према Халилу Иналчику, Ашикпашазаде је у својим делима извртао своје тумачење стварних догађаја како би се подударали са његовим предрасудама. Било му је типично да једноставно споји две различите приче да би створио нови опис битке. Неки делови Cosmorama-е или Cihan-Nümâ-е, коју је написао Нешри, који је био још један истакнути представник ране османске историографије, засновани су на делу Ашикпашазадеа.